# 신경심리학
신경심리학(神經心理學, 영어: Neuropsychology)은 뇌를 중심으로 하는 신경계와 언어, 인지를 중심으로 하는 심리기능과의 관계를 규명하는 학문이다. 뇌의 손상이 행동과 정신에 어떤 영향을 미치는지 연구한다.

## 같이 보기
- 정신의학
- 신경과학
- 기억흔적 (신경심리학)